# Un tros del pastís
"Un tros del pastís" (títol original en anglès "A Piece of the Action") és el dissetè episodi de la segona temporada de la sèrie de televisió de ciència-ficció estatunidenca Star Trek. Escrit per David P. Harmon i Gene L. Coon, i dirigit per James Komack, es va emetre per primera vegada el 12 de gener de 1968.
L’Enterprise visita un planeta amb una cultura de gàngsters dels anys 20 semblant a la Terra, amb diàlegs i vestits runyonescs.
Aquest va ser l'últim guió de Star Trek acreditat a Gene L. Coon. La seva repetició el 30 d'agost de 1968 va ser l'últim episodi que es va emetre a la franja horària de les 20:30 els divendres a la nit a NBC.

## Argument
La nau estel·lar de la  Federació USS Enterprise ha rebut l'ordre d’anar a Sigma Iotia II, on es va informar que el vaixell d'exploració Horizon va desaparèixer 100 anys abans. La nau rep un missatge de Bela Oxmyx, una iotiana nativa, que promet informació sobre l' Horizon i convida la tripulació a baixar al planeta. El primer oficial Spock assenyala que la seva interferència en el desenvolupament del planeta podria violar la Primera Directiva, però el capità Kirk assenyala que l'arribada de l' Horizon fa un segle ja hauria contaminat la cultura. Kirk, Spock i el director mèdic Dr. McCoy es transporten al planeta.
Es troben en una ciutat modelada d'una ciutat estatunidenca dels anys 1920, i alguns dels residents semblen ser gàngsters que porten metralletes Tommy. Els homes d'Oxmyx escorten el grup de desembarcament a les seves oficines; en el camí, observen un Drive-by shooting que mata un dels seus escortes, però l'altre continua com si res hagués passat. Arriben a l'oficina d'Oxmyx, on Oxmyx ordena als seus homes que facin un atac de represàlia contra una banda rival liderada per Jojo Krako. Spock descobreix un llibre de la Terra, Chicago Mobs of the Twenties, publicat el 1992, i determina que va ser deixat per la tripulació de l'Horizon. Els iotians han modelat tota la seva societat en "El Llibre", que consideren amb una reverència gairebé religiosa. Oxmyx exigeix que la tripulació d' Enterprise subministre "escalfadors" a la seva banda (fasers, que també era argot inframón del crim estatunidenc per a armes de mà), i quan Kirk es nega, amenaça de matar-los. La partida d'aterratge es presa mentre Oxmyx utilitza un comunicador per repetir la sol·licitud a l'enginyer en cap Scott.
Kirk distreu els seus guàrdies intromisint-se en el seu joc de pòker i ensenyant-los el joc fictici de "fizzbin", permetent a Spock i McCoy dominar-los. McCoy i Spock fugen a una emissora de ràdio per contactar amb l' Enterprise i transportar-los de tornada a la nay, mentre els homes de Krako capturen en Kirk.
Krako també demana fasers de Kirk, oferint-li un terç de "l'acció" a canvi. Kirk ofereix una solució pacífica, però Krako es nega i el confina, amenaçant de matar-lo amb una tortura lenta si no coopera. Oxmyx es posa en contacte amb la nau, els informa de la captura d'en Kirk i s'ofereix a ajudar a rescatar en Kirk si l'ajudaen. Spock i McCoy tornen al planeta, però Oxmyx els captura ràpidament. Tanmateix, Kirk ha aconseguit dissenyar la seva pròpia fugida i arriba a l'oficina d'Oxmyx a temps per rescatar en Spock i en McCoy.
Els tres van posar en marxa un pla. Prenent vestits i barrets dels homes d'Oxmyx, Kirk i Spock tornen a l'oficina de Krako i hi entren amb l'ajuda d'un nen local. Ràpidament sotmet els homes de Krako, Kirk informa a Krako que la Federació s'està apoderant de tot el planeta, però si Krako ajuda a mantenir l'ordre i a ser un agent voluntari de la Federació, donaran li donaran un "tros del pastís". Krako està d'acord, però en Kirk el transporta a l' Enterprise. Aleshores fan la mateixa oferta a Oxmyx, que ràpidament accepta. Mentre es preparen per a la reunió de tots els caps del planeta, els homes de Krako ataquen la seu d'Oxmyx, però l' Enterprise utilitza els fasers de la nau per atordir els homes mentre s'acosten. Tant Oxmyx com Krako s'adonen que estan a mercè de Kirk i accepten treballar per a la Federació. Kirk instal·la a Oxmyx com a cap superior amb Krako com a tinent, i afirma que una nau de la Federació vindrà un cop l'any per tal de reduir el 40% de l' "acció" del planeta.
Kirk, Spock i McCoy es transporten de tornada a l' Enterprise on Kirk proposa que el "tros" de la Federació s'utilitzi en un fons planetari per guiar els iotians a convertir-se en una societat més ètica. McCoy revela que va deixar el seu comunicador al planeta. Kirk i Spock assenyalen que els iotians analitzaran la tecnologia. Kirk afirma amb gràcia que els iotians potser algun dia estaran en condicions d'exigir "un tros del "nostre" pastís!" 

## Doblatge al català
L’episodi va ser doblat al català pels estudis Tecni-3 (primera part) i Diálogo (segona part) i emés a TV3 l’any 1989.
| Personatge                | Actor/actriu     | Veu en català                      |
| ------------------------- | ---------------- | ---------------------------------- |
| James T. Kirk             | William Shatner  | Jordi Boixaderas                   |
| Spock                     | Leonard Nimoy    | Isidre Sola i Llop                 |
| Leonard McCoy             | DeForest Kelley  | Eduard Lluís Muntada               |
| Montgomery Scott 'Scotty' | James Doohan     | Joan Carles Gustems Domènec Farell |
| Nyota Uhura               | Nichelle Nichols | Glòria Roig Azucena Díaz           |
| Pavel Chekov              | Walter Koenig    | Quim Roca Pep Madern               |
| Bela Oxmyx                | Anthony Caruso   | Enric Arredondo                    |
| Krako                     | Vic Tayback      | Pep Torrents                       |
| Kalo                      | Lee Delano       | Pep Madern                         |
| Zabo                      | Steve Marlo      | Enric Isasi-Isasmendi              |
| Nen                       | Sheldon Collins  | Maria Moscardó                     |
| Primera noia              | Dyanne Thorne    |                                    |

## Recepció
- El 2009, Zack Handlen de The A.V Club va donar a l'episodi una qualificació de "B+", assenyalant que va ser una "hora molt tonta de Trek i és meravellosament entretinguda".[4]
- Un vot de fans del diari de 1995 pel pitjor episodi de la sèrie va nominar aquest episodi i "I els nens ens guiaran".[5]
- el 2013, la revista Wired va classificar aquest episodi com un dels deu millors episodis de la sèrie de televisió original.[6]
- El 2015, Polygon va classificar "Un tros del pastís" com un dels tres millors episodis centrats en Spock de Star Trek.[7] an elogiar l'actor Leonard Nimoy per la seva interpretació de Spock amb "sec, enginy calculador".[7]
- El 2016, The Hollywood Reporter va qualificar "Un tros de pastís" com el 12è millor episodi de televisió de tots els programes de televisió de la franquícia Star Trek abans de Star Trek: Discovery, incloses sèries d'imatge real i d'animació, però sense comptar les pel·lícules.[8]
- In 2018, Collider va classificar aquest episodi com el 18è millor episodi de sèrie original.[9]
- Una guia de marató de sèries de Star Trek del 2018 de Den of Geek va recomanar aquest episodi com un dels millors de la sèrie original.[10]
- El 2019, l'episodi va ser considerat com el vuitè episodi més divertit de la franquícia Star Trek, per CBR.[11]
- El 2020, Deadline Hollywood i IndieWire van citar "Un tros del pastís" com l'episodi que va influir en el pitch de Quentin Tarantino per a una pel·lícula Star Trek no produïda desenvolupada com un potencial reinici de Star Trek que serviria com a preqüela de Star Trek (sèrie original).[12][13]
- El 2021, Den of Geek va classificar aquest com el cinquè millor episodi de la sèrie original, assenyalant com va demostrar la gamma de gèneres que Star Trek poden introduir, a més d'elogiar els seus elements còmics.[14]